# 엑스큐어
엑스큐어 주식회사(영어: XCure Corp.)는 대한민국의 USIM 카드 기업이다.

## 역사
2000년 스마트카드연구소로 설립하여 2009년 솔라시아로 상호를 변경하였다가 2011년 대주주가 한솔인티큐브로 변경되면서 한솔시큐어로 사명을 변경하였다가 2020년 대광헬스케어가 한솔인티큐브와 2대 주주 'Giesecke+Devrient Mobile Security GmbH'로부터 인수하였다. 2025년 166억원 규모(시가총액의 80.58%)의 유상증자을 진행할 예정이다.

## 논란
2020년 회사가 사내이사 3명을 배임 혐의로 고소했는데 증거 불충분으로 모두 무혐의 처분을 받았고 회사 주식은 3개월 이상 거래 정지가 되고 상장적격성 실질심사 대상으로 오른 바 있다.

### 내용주
1. ↑  공모가 5,000원에 코스닥 시장에 상장